# Ischnogyne mandarinorum
Ischnogyne mandarinorum là một loài thực vật có hoa trong họ Lan. Loài này được (Kraenzl.) Schltr. mô tả khoa học đầu tiên năm 1913.